# This Is Acting
A This Is Acting Sia ausztrál énekesnő hetedik stúdióalbuma, amely 2016. január 29-én jelent meg az Inertia Records, a Monkey Puzzle és az RCA Records kiadók gondozásában. Az album nagyrészt olyan dalokból áll, amelyeket Sia más popelőadóknak írt, és amelyek nem kerültek fel az ő albumaikra. Sia a másoknak való dalszerzést „színjátszásként” jellemezte, innen a This Is Acting cím.
Az Alive, az album első kislemeze 2015. szeptember 24-én jelent meg. A második kislemez, a Cheap Thrills 2016. február 11-én jelent meg. Számos piacon a Top 5-be jutott, és ez volt Sia első listavezető dala az amerikai Billboard Hot 100-on. A számból egy remix is megjelent Sean Paul közreműködésével. A This Is Acting deluxe kiadása 2016. október 21-én jelent meg hét új számmal, köztük a The Greatest című kislemez szóló és Kendrick Lamar közreműködésével készült változatával. Az album negyedik kislemeze, a Move Your Body 2017. január 6-án jelent meg.
Az album általában pozitív kritikákat kapott a zenekritikusoktól, akik dicsérték Sia énekhangját és konceptalbumnak minősítették. Néhányan azonban kritizálták a dalok személytelen és közvetett jellegét. Az album Ausztráliában az első helyen debütált, és az amerikai Billboard 200-as listán is a negyedik helyig jutott, az első héten 81 000 albummal egyenértékű egységgel – ebből 68 000 darab a tiszta albumeladás –, ami Sia legmagasabb első heti eladása lett az országban. Az album további népszerűsítése érdekében Sia 2016 szeptemberében elindult a Nostalgic for the Present turnéra. A This Is Acting-et Grammy-díjra jelölték A legjobb popalbum kategóriában.

## Háttér és kidolgozás
A This Is Acting Sia 2014-ben megjelent 1000 Forms of Fear című hatodik stúdióalbumát követi az énekesnő diszkográfiájában. 2014 decemberében Sia azt mondta a Spin-nek, hogy „két [további lemeze] elkészült és készen állnak a kiadásra”. A This Is Actingről először az NME 2015 februárjában megjelent interjújában árult el részleteket. A cikkben ismét megerősítette, hogy az album munkálatai befejeződtek, és hogy a tartalma „poposabb” lesz, mint a korábbi anyagaié. Azt is elárulta, hogy az 1000 Forms of Fear sikere, különösen a Chandelier című kislemez, arra ösztönözte, hogy folytassa az új anyagok kiadását, majd az album címéről is nyilatkozott: „Azért hívom This Is Actingnek, mert ezek olyan dalok, amelyeket másoknak írtam, így nem úgy mentem bele, hogy 'ezt én mondanám'. Inkább olyan, mintha színészkednék. Ez szórakoztató.” Az album borítóján Sia digitálisan megszerkesztett arca látható. Nem sokkal Sia bejelentése után az Out egy listát tett közzé a 10 legnagyobb slágeréről, melyeket más előadóknak írt.

## Kiadás és népszerűsítés
Egy rajongókkal folytatott online csevegés során 2015 áprilisában Sia elárulta, hogy az album „valószínűleg” 2016 elején, de lehet még 2015 vége előtt megjelenik.
A This Is Acting Target-exkluzív deluxe kiadása tartalmazza a Summer Rain című dalt. Úgy vélték, hogy ezt a dalt Christina Aguilera utasította vissza. Aguilera nyolcadik stúdióalbumának állítólagos számlistája 2015 elején szivárgott ki, és az ötödik dal címe Summer Rain volt, ami arra utal, hogy Aguilera egy lányának dedikált, azonos című dalt tervezett felvenni és kiadni. A lemez egyik producereként Sia is szerepel. Most, hogy megvalósult és Sia bővített albumára került egy dal, amelynek címe megegyezik Aguilera állítólagos számnevével, úgy gondolják, hogy eredetileg Aguilerának tervezték, de nem sokkal később visszautasította.
2015. november 7-én Sia az Alive és a Bird Set Free című dalokat adta elő a Saturday Night Live-ban; az epizód házigazdája Donald Trump volt. Az Alive című dalt december 1-jén a The Ellen DeGeneres Show-ban és a The Voice-ban, december 6-án pedig a The X Factorban adta elő az Egyesült Királyságban. December 11-én a The Graham Norton Show-ban is fellépett, ahol az Alive című dalt énekelte, 2016. január 27-én pedig a The Tonight Show Starring Jimmy Fallon című műsorában adta elő a Cheap Thrills című dalt. 2016 februárjában Sia megjelent a The Late Late Show with James Corden című műsorban, a Carpool Karaoke szegmensben Cordennel.
A This Is Acting deluxe kiadása 2016. október 21-én jelent meg hét új számmal, köztük három vadonatújjal: Confetti, Midnight Decisions és Jesus Wept, valamint a Cheap Thrills kislemezremixe, a Move Your Body Alan Walker-remixe, és a The Greatest szóló és Kendrick Lamar-val közös verziója.

### Kislemezek
2015 szeptemberében Sia megerősítette, hogy az album első kislemeze, az Alive még abban a hónapban megjelenik, és eredetileg Adele számára íródott; az angol énekesnő társszerzője is volt, de az utolsó pillanatban mégis „elutasította”. Az album megjelenési dátumát (2016. január 29.) 2015 november elején erősítették meg.
A Cheap Thrills az album második hivatalos kislemezeként jelent meg 2015. december 17-én, és eredetileg Rihannának szánták.
A The Greatest 2016. szeptember 5-én jelent meg az album deluxe változatának első kislemezeként. A dalban Kendrick Lamar amerikai rapper is közreműködött.
A Move Your Body 2017. január 6-án jelent meg negyedik kislemezként az albumról. A dalt eredetileg Shakirának írta.
A Reaper 2017. május 29-én jelent meg Ausztráliában az album ötödik kislemezeként.
Az Unstoppable az album hatodik és egyben utolsó kislemezeként jelent meg 2022. július 18-án, miután az évek során a reklámokban és a TikTok-videókban való felhasználás révén egyre nagyobb teret nyert.

### Promóciós kislemezek
A Bird Set Free az első promóciós kislemezként jelent meg az album előrendelésével együtt 2015. november 4-én. A dalt eredetileg a Tökéletes hang 2. számára írták, de a Flashlight javára elutasították. A dalt ezután Rihannának ajánlották fel. Miután elutasították, Adele felvette, de nem került fel a harmadik stúdióalbumára, a 25-re.
A One Million Bullets második promóciós kislemezként jelent meg 2015. november 27-én. Ez az egyetlen olyan dal az albumon, amelyet nem egy másik előadónak szántak.
A Cheap Thrills az album harmadik promóciós kiadványaként lett bejelentve, és 2015. december 16-án jelent meg. A dal egyike volt annak a két számnak, amelyet Rihanna elutasított, aki Sia leírása szerint nem jelent meg a felvételeken.
A Reaper 2016. január 7-én jelent meg negyedik promóciós kislemezként. A dalt ő maga és Kanye West írta Rihannának, de Sia úgy döntött, hogy megtartja.
Az Unstoppable 2016. január 21-én jelent meg ötödik és egyben utolsó promóciós kislemezként. Jessie Morris a Complex-től megjegyezte, hogy a dal úgy hangzik, mintha egy „Demi Lovato Confident könyvéből kitépett oldal lenne”, míg más médiaplatformok, például az Idolator szerkesztői is észrevették ezt, ami felvetette a találgatásokat, hogy a számot szándékosan Lovato számára írták.

### Turné
2016. május 16-án Sia bejelentette öt év utáni első turnéját, a Nostalgic for the Present Tourt, valamint az észak-amerikai szakasz turnéjának dátumait. Az első szakasz előzenekaraként Miguelt és AlunaGeorge-ot jelentették be.

## Helyezések
| Lista (2016–2017)                             | Legjobb helyezés |
| --------------------------------------------- | ---------------- |
| Ausztrália (ARIA Top 50 Albums)               | 1                |
| Ausztrália Dance Albumok (ARIA)               | 1                |
| Ausztria (Ö3 Austria Top 40)                  | 9                |
| Belgium (Ultratop Flandria)                   | 11               |
| Belgium (Ultratop Vallónia)                   | 4                |
| Kanada (Billboard Canadian Albums Chart)      | 2                |
| Horvátország (Toplista)                       | 35               |
| Csehország (ČNS IFPI Albums Top 100)          | 3                |
| Dánia (Hitlisten Album Top 40)                | 11               |
| Hollandia (Dutch Charts Album Top 100)        | 9                |
| Finnország (Musiikkituottajat Albumit Top 50) | 3                |
| Franciaország (SNEP Album Top 100)            | 3                |
| Németország (Media Control Top 100 Album)     | 14               |
| Görögország (IFPI)                            | 14               |
| Magyarország (MAHASZ Top 40 albumlista)       | 33               |
| Írország (IRMA)                               | 5                |
| Olaszország (FIMI Album Top 20)               | 13               |
| Dél-Korea (GAON Top 100 Album)                | 36               |
| Dél-Korea (GAON Top 100 Album nemzetközi)     | 2                |
| Japán (Oricon)                                | 30               |
| Mexikó (AMPROFON)                             | 26               |
| Új-Zéland (Recorded Music NZ Top 40 Albums)   | 5                |
| Norvégia (VG-lista)                           | 1                |
| Lengyelország (ZPAV Album Top 50)             | 2                |
| Portugália (AFP Top 30 Albums)                | 13               |
| Egyesült Királyság (Scottish Albums)          | 2                |
| Spanyolország (PROMUSICAE Top 100 Álbumes)    | 4                |
| Svédország (Sverigetopplistan Top 60 Albums)  | 10               |
| Svájc (Schweizer Hitparade Top 100 Albums)    | 3                |
| Svájc (Romandy)                               | 1                |
| Egyesült Királyság (UK Albums Chart)          | 3                |
| Egyesült Királyság (UK Digital Albums)        | 2                |
| USA Billboard 200                             | 4                |

| Lista (2016)                   | Legjobb helyezés |
| ------------------------------ | ---------------- |
| Argentína Havi Albumok (CAPIF) | 4                |

| Lista (2016)                        | Helyezés |
| ----------------------------------- | -------- |
| Ausztrália (ARIA)                   | 18       |
| Ausztrália Dance Albumok (ARIA)     | 4        |
| Belgium (Ultratop Flanders)         | 64       |
| Belgium (Ultratop Wallonia)         | 27       |
| Kanada (Billboard)                  | 9        |
| Dánia (Hitlisten)                   | 18       |
| Hollandia (MegaCharts)              | 61       |
| Franciaország (SNEP)                | 22       |
| Németország (Offizielle Top 100)    | 96       |
| Izland (Plötutíóindi)               | 67       |
| Mexikó (AMPROFON)                   | 73       |
| Új-Zéland (RMNZ)                    | 26       |
| Lengyelország (ZPAV)                | 65       |
| Dél-Korea Nemzetközi Albumok (Gaon) | 68       |
| Spanyolország (PROMUSICAE)          | 46       |
| Svédország (Sverigetopplistan)      | 27       |
| Svájc (Schweizer Hitparade)         | 19       |
| Egyesült Királyság (OCC)            | 16       |
| US Billboard 200                    | 22       |
| Lista (2017)                        | Helyezés |
| Ausztrália (ARIA)                   | 63       |
| Belgium (Ultratop Flanders)         | 144      |
| Belgium (Ultratop Wallonia)         | 134      |
| Kanada (Billboard)                  | 28       |
| Dánia (Hitlisten)                   | 48       |
| Hollandia (MegaCharts)              | 72       |
| Olaszország (FIMI)                  | 74       |
| Új-Zéland (RMNZ)                    | 47       |
| Lengyelország (ZPAV)                | 22       |
| Svédország (Sverigetopplistan)      | 52       |
| Egyesült Királyság (OCC)            | 86       |
| US Billboard 200                    | 82       |

| Lista (2010–2019) | Helyezés |
| ----------------- | -------- |
| US Billboard 200  | 189      |

## Minősítések és eladási adatok
| Régió | Minősítés  | Eladott példányszám |
| --- | ---------- | ------------------- |
| Ausztrália (ARIA) | arany      | 35 000^             |
| Brazília (Pro-Música Brasil) | 3× platina | 120 000‡            |
| Kanada (Music Canada) | 2× platina | 62 043              |
| Dánia (IFPI Denmark) | 2× platina | 40 000‡             |
| Franciaország (SNEP) | 3× platina | 300 000‡            |
| Németország (BVMI) | platina    | 200 000‡            |
| Olaszország (FIMI) | platina    | 50 000‡             |
| Mexikó (AMPROFON) | 2× platina | 120 000‡            |
| Új-Zéland (RMNZ) | arany      | 7 500*              |
| Lengyelország (ZPAV) | gyémánt    | 100 000‡            |
| Svájc(IFPI Switzerland) | arany      | 15 000‡             |
| Egyesült Királyság (BPI) | platina    | 300 000‡            |
| Egyesült Államok (RIAA) | 2× platina | 2 000 000‡          |
| Összesítés |            |                     |
| Világszerte |            | 1 200 000           |
| * Eladási példányszámok kizárólag a minősítés alapján. ^ Kiszállítási példányszámok kizárólag a minősítés alapján. ‡ Eladási+streaming példányszámok kizárólag a minősítés alapján. |            |                     |

## Megjelenési történet
| Régió       | Dátum             | Formátum              | Verzió   | Kiadó                     | For.    |
| ----------- | ----------------- | --------------------- | -------- | ------------------------- | ------- |
| Világszerte | 2016. január 29.  | CD digitális letöltés | Standard | Inertia Monkey Puzzle RCA | [ 118 ] |
| Világszerte | 2016. október 21. | CD digitális letöltés | Deluxe   | Inertia Monkey Puzzle RCA | [ 119 ] |